# Hans Rott (musiker)
Hans Rott, född den 1 augusti 1858 i Braunhirschengrund i Wien, död där den 25 juni 1884, var en österrikisk kompositör och organist.
Rott är mest känd för sin symfoni i E-dur, som Gustav Mahler satte högt. Rott studerade orgel under Anton Bruckner, men det var komponerandet som blev hans livsuppgift. Han kom dock endast att komponera några få bevarade orkesterverk, då han tillbringade långa perioder på mentalsjukhus. Han dog 25 år gammal av tuberkulos.

## Eftermäle
Asteroiden 11019 Hansrott är uppkallad efter honom.